# Apologetas griegos

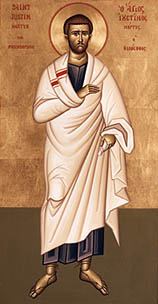
San Justino, apologeta del.

Los apologetas griegos son escritores del cristianismo primitivo que desde mediados del siglo II buscaban defender la fe cristiana de las acusaciones realizadas contra ella por parte de paganos. Se trata de una reacción ante las críticas, burlas y desprecio a los cristianos por parte de autores romanos quienes catalogaban de secta al incipiente cristianismo. Por tanto, se trata de escritos dirigidos a los no cristianos con el fin de darles a conocer la fe y las costumbres de esta religión. 
El tono de estos escritos es muy variado, desde el respeto y la altura intelectual de Justino hasta la abierta hostilidad o derrisión de los escritos paganos o de su filosofía, como en el caso de Hermias. En todos los casos los argumentos parten de las mismas bases jurídicas o filosóficas de la cultura romana para. Los géneros usados van desde el tratado hasta el diálogo.
También se consideran apologías de este período los escritos destinados a rechazar las críticas de los judíos.

## Características
Los autores cristianos del siglo I, llamados «Padres Apostólicos» escribieron textos íntimos, dirigidos a los demás cristianos, haciendo énfasis en Dios como Padre y Creador. Pero a partir del año 130 los apologistas griegos tuvieron por destinatarios a la élite pagana, por eso explotaron las doctrinas de la filosofía para difundir el mensaje cristiano en los medios de mayor cultura y poder.
En Palabras de Quasten:

La finalidad que perseguían con sus obras los Padres Apostólicos y los primeros escritores cristianos era guiar y edificar a los fieles. En cambio, con los apologistas griegos la literatura de la Iglesia se dirige por vez primera al mundo exterior y entra en el dominio de la cultura y de la ciencia. Frente a la actitud agresiva del paganismo, la palabra misionera, que era apologética sólo en ocasiones, es sustituida por la exposición predominantemente apologética, que es lo que da a los escritos del siglo II su sello característico. En el populacho circulaban rumores soeces contra el cristianismo. El Estado consideraba la adhesión al cristianismo como un crimen gravísimo contra el culto oficial y contra la majestad del emperador.
El juicio ilustrado de los sabios y el peso de la opinión de las clases más cultas de la sociedad condenaban la nueva religión por considerarla como una amenaza siempre creciente contra el imperio universal de Roma.

Los apologetas griegos se interesaban en provocar una buena acogida por parte de los intelectuales paganos al cristianismo y defender su religión de los ataques que se venían produciendo en el imperio. No se trata de escritos catequéticos sino de defensa, y por tanto, el contenido doctrinal es más bien pobre. También se descubre en ellos el interés por la conversión de sus interlocutores. Hay en estas obras información útil sobre la vida de los cristianos del tiempo.
Sin embargo, las actitudes ante la filosofía y la cultura paganas varían entre los apologetas: algunos la asumen y la valoran (Arístides, Melitón de Sardes, Justino, Atenágoras y Minucio Félix), otros la denuestan con acritud (Taciano, Hermias, Tertuliano y Arnobio). Otros se mantienen en una crítica más serena (Lactancio y Eusebio de Cesarea). Las apologías de los que defendían parte de la cultura pagana son escritos de justificación que pretenden mostrar la verdad de las ideas, vida y explicaciones cristianas frente a algunos aspectos de la filosofía helenística. En ellas se recurre a afirmaciones filosóficas provenientes del pensamiento griego aunque se les intenta dar otro sentido.
Aparecen en las apologías los temas centrales del pensamiento cristiano: la idea de Dios, la idea de creación, la concepción del hombre, su posición en el mundo, el lugar que deben ocupar los cristianos en el Imperio... En algunas de estas apologías aparece, además, una valoración positiva del pensamiento griego, sobre todo del platónico o neoplatónico, como antecedente o preparación para el pensamiento cristiano.
Un gran acento se ponía en demostrar que los cristianos no podían ser considerados como enemigos públicos o políticos porque eran buenos ciudadanos. También criticaban con fuerza la idolatría. Su argumentación giraba en torno a demostrar tanto la veracidad de la religión cristiana como también su antigüedad (a modo de motivo de credibilidad). Para ello usaban los instrumentos propios de la retórica griega y hasta los diálogos al estilo platónico. La terminología teológica que introducen es también más griega que judaica.

## Adversarios
Las apologías escritas para rechazar las críticas de los judíos toman temas como la Antigua Alianza llevada a su cumplimiento con el cristianismo, la identificación de Jesús de Nazaret con el Mesías esperado por ellos y temas ligados a la liturgia. Esto se hacía usando el Antiguo Testamento y mostrando la propia interpretación cristiana de pasajes e historias. 
Los escritos realizados por intelectuales paganos así como las persecuciones desatadas por los emperadores romanos fueron otra fuente de escritos apologéticos. A raíz de la conversión de Constantino y de la asunción del cristianismo como religión de Estado en Roma, esos escritos fueron destruidos y en la mayoría de los casos lo que se ha salvado es aquello que es citado por los mismos apologetas.
Las primeras persecuciones estatales se dieron a partir del siglo I de forma esporádica y geográficamente limitada. Como no se conocían crímenes que pudieran dar lugar a condenas (circulaban acusaciones de antropofagia y de incesto debido a la naturaleza incomprendida de las reuniones que tenían los cristianos para celebrar la fracción del pan), se creía que el mismo nombre de «cristiano» era suficiente para desencadenar el castigo. Por ello, los cristianos pensaban que dirigiéndose a los emperadores podrían obtener justicia y protección. De ahí que muchos textos apologéticos estén redactados pensando en el emperador como interlocutor literario. Drobner afirma:

Si el ser cristiano es motivo de condena, entonces todos los cristianos deberían ser sometidos siempre a persecución por parte del Estado y no sólo tras la presentación de una denuncia, como había sugerido Trajano en sus cartas con Plinio el Joven en el año 112. Además se debería enunciar qué clase de crimen es ser cristiano
pág. 125

Las acusaciones eran de todo tipo: impiedad, ateísmo, canibalismo e incluso infanticidio. Tácito, al tratar sobre el incendio de Roma en sus Annales y referir las acusaciones que se vertieron sobre los cristianos, habla de estos como de personas que desprecian el género humano.
Hay también constancia de un discurso de Marco Cornelio Frontón que habría escrito contra los cristianos. Luciano de Samosata hacia el año 170 en su De morte peregrini ridiculizaba las creencias cristianas en el más allá y la caridad fraterna. Celso con su Discurso verdadero fue el más incisivo en sus críticas al cristianismo al que calificaba como un conjunto de supersticiones y fanáticos. 
Estas críticas y burlas continuaron con autores y personajes posteriores como Porfirio o Juliano.

## Autores y obras
Dado que la mayor parte de los escritos de los apologetas eran dirigidos a los emperadores del tiempo, una forma de clasificación de los textos es seguir los períodos de los emperadores.
El primer texto apologético con el que se cuenta es el llamado Fragmento de Cuadrato, casi todo él perdido. Se trataba de un texto dedicado al emperador Adriano. El discurso A Diogneto puede ser datado en las mismas fechas. Otra apología dedicada a Adriano es la de Arístides de Atenas. 
Entre las que se escribieron en tiempos de Antonino Pío se cuentan la de Aristón de Pella y las dos de Justino que pide una justificación a las condenas contra los cristianos.
Taciano el Sirio escribe durante el período de Marco Aurelio haciendo una crítica a la filosofía y hasta la cultura griega. Otro apologeta del que, sin embargo, no se conservan sus escritos fue Milcíades. Atenágoras de Atenas escribe la Súplica en favor de los cristianos. Teófilo de Antioquía escribe a “Autólico” sobre la moral cristiana y refutando una a una las críticas que se daban a los cristianos. De Melitón de Sardes sólo se conserva un fragmento de su apología. Finalmente Hermias escribió un diálogo satírico sobre las contradicciones de la filosofía pagana.

## Textos
Casi todos los textos mencionados pueden encontrarse en el Códice de Areta en la Biblioteca Nacional de París (llamado Codex Parisinus 451. Se trataba de un corpus apologetarum que el obispo Aretas de Cesarea mandó reunir hacia el año 914.
Existe también una edición crítica con comentarios en latín realizada por Johann Karl Theodor von Otto entre 1847 y 1881, la Corpus Apologetarum Christianorum saeculi secundi. Añade las obras de atribución dudosa y las espurias.